# ماكس دنيس
ماكس دنيس (بالإنجليزية: Max Dennis)‏ هو سياسي أمريكي، ولد في 9 أغسطس 1925، وتوفي في 24 أبريل 1986. حزبياً، نشط في الحزب الجمهوري.